# Evangelische Kirche Dittersbach

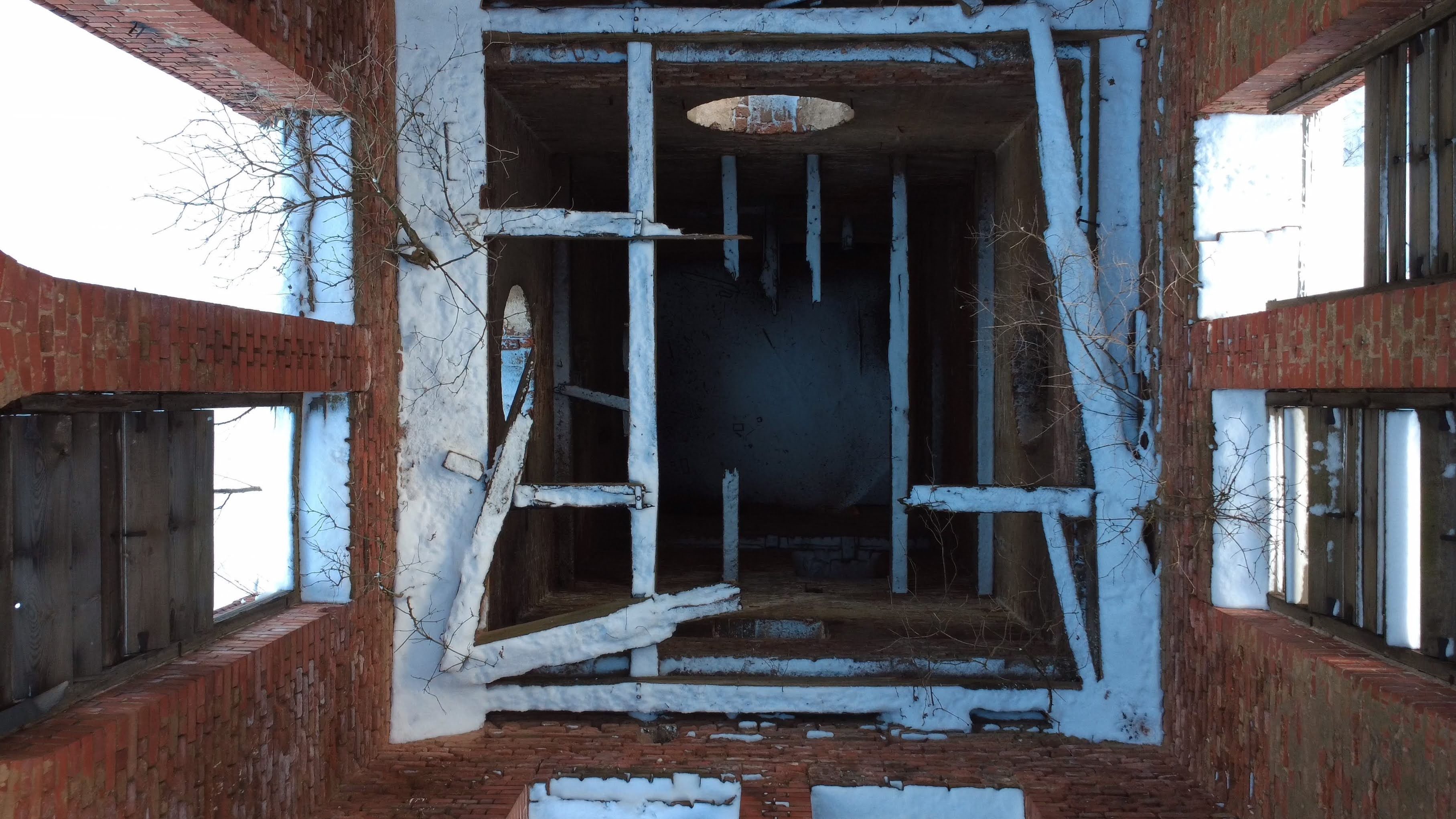
Turm der Evangelischen Kirche Dittersbach, Blick von unten

Die Evangelische Kirche Dittersbach ist eine Kirchenruine im heute zur Stadt Wałbrzych (Woiwodschaft Niederschlesien) gehörenden Dzietrzychów (deutsch: Dittersbach).

## Geschichte

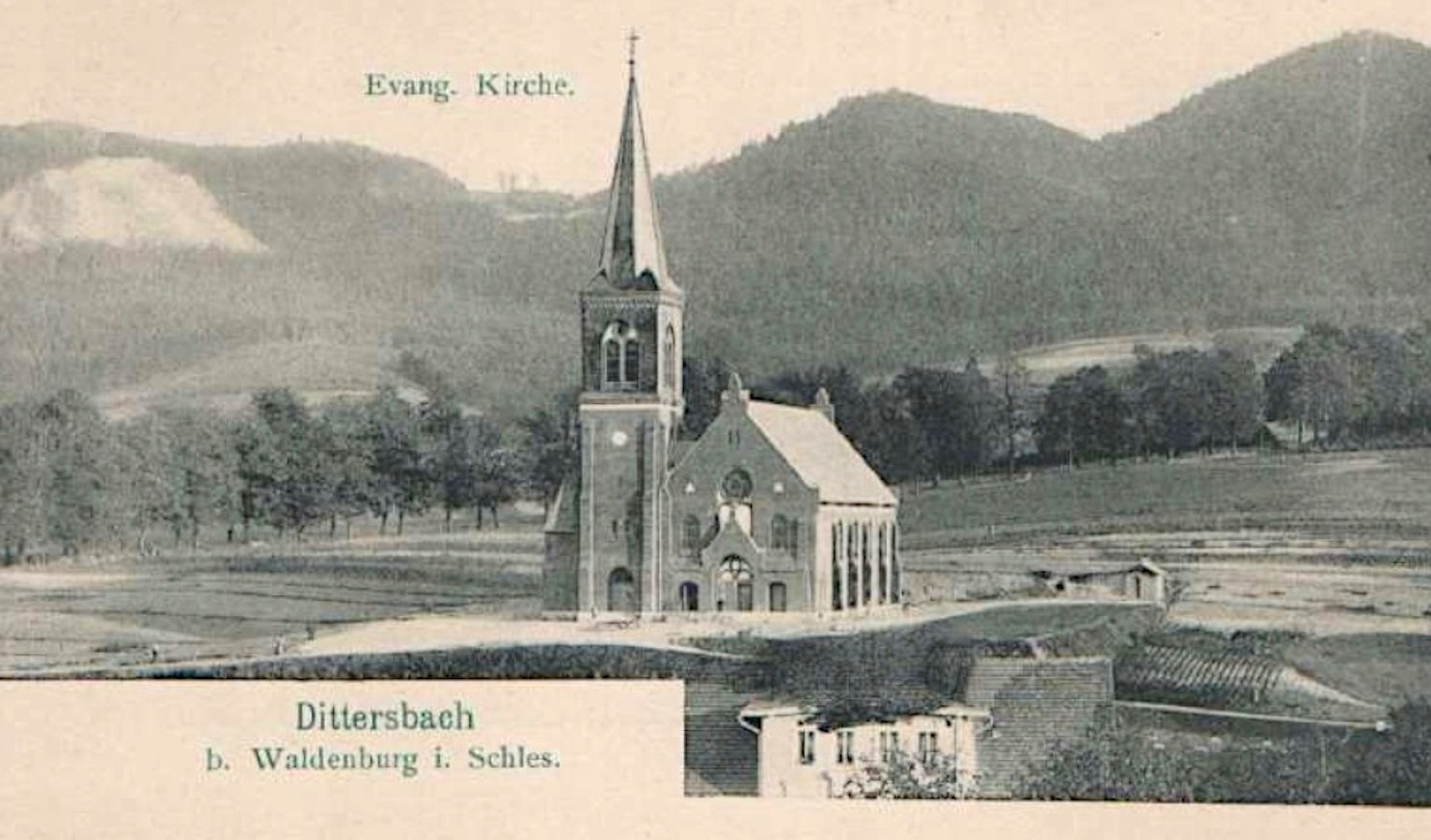
Evangelische Kirche Dittersbach, Schlesien

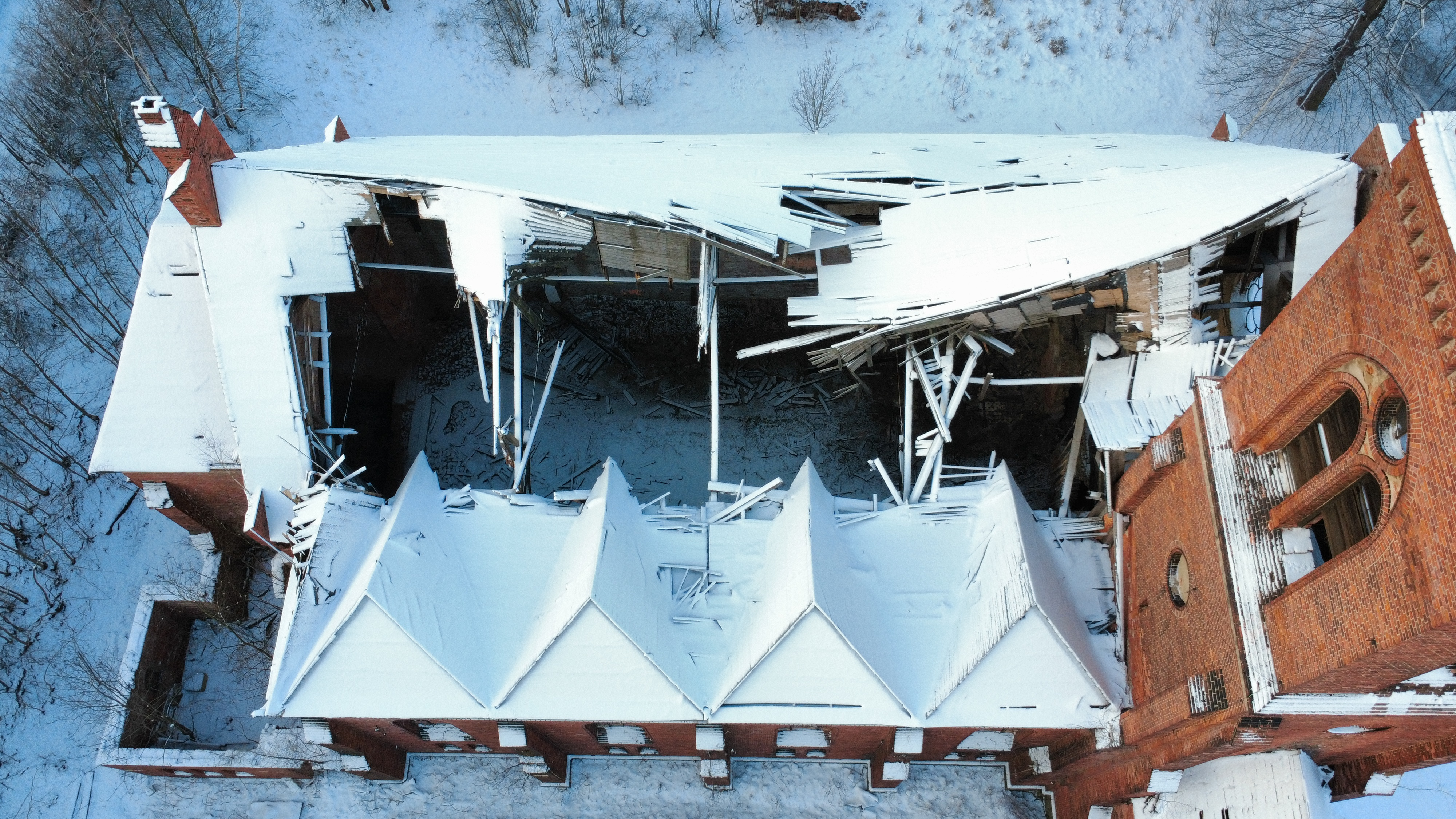
Eingefallenes Dach der evangelischen Kirche Dittersbach

Die Kirche wurde am 29. Oktober 1901 eingeweiht.
Ab 1949 teilte sich die deutsche evangelische Gemeinde Dittersbach die Kirche mit der 1948 gegründeten orthodoxen Kirchengemeinde in Wałbrzych. 1964 wurde die Kirche aufgegeben. Nach der Profanierung wurde das Gebäude jahrelang als Möbellager genutzt. 1994 wurde die Kirche erneut von einer orthodoxen Kirchengemeinde übernommen. Aufgrund von Bergschäden war es der Gemeinde aber nicht mehr möglich, das Gemeindeleben darin wieder aufleben zu lassen. 1998 kam es zu einem Brandanschlag auf die Kirche. Heute (Stand 2021) verfällt das Gebäude, und ein Einsturz scheint nur noch eine Frage der Zeit.

## Glocken
Die Glocken der Kirche wurden in der Glockengießerei von Franz Schilling im thüringischen Apolda hergestellt. Sie hatten einen Es-Dur-Dreiklang. Die größte Glocke wog 27 Zentner, die mittlere Glocke 13 Zentner und die kleinste Glocke 7 Zentner.